# 1981 TZ
1981 TZ är en asteroid i huvudbältet som upptäcktes den 5 oktober 1981 av den amerikanske astronomen Norman G. Thomas vid Anderson Mesa Station. 
Den tillhör asteroidgruppen Gefion.